# Distrikt Yarinacocha
Der Distrikt Yarinacocha liegt in der Provinz Coronel Portillo in der Region Ucayali in Ostzentral-Peru. Der Distrikt wurde am 16. Oktober 1964 gegründet. Der Distrikt Yarinacocha hat eine Fläche von 662 km². Beim Zensus 2017 wurden 103.941 Einwohner gezählt. Verwaltungssitz des Distriktes ist die 153 m hoch gelegene Stadt Puerto Callao mit 93.248 Einwohnern (Stand 2017). Puerto Callao liegt am Südufer der Laguna Yarinacocha, einem abgetrennten westlichen Altarm des Río Ucayali, und bildet einen nördlichen Vorort der Provinz- und Regionshauptstadt Pucallpa.

## Geographische Lage
Der Distrikt Yarinacocha liegt im zentralen Norden der Provinz Coronel Portillo. Er liegt am Westrand des Amazonasbeckens am Westufer des Río Ucayali unmittelbar nördlich der Stadt Pucallpa. Im Norden reicht er bis an die Einmündung des Río Aguaytía in den Río Ucayali. Entlang der Flussläufe erstrecken sich Sumpfgebiete. Im Distrikt befindet sich außerdem ein weiterer See, die Laguna Cashibococha. Die Bevölkerung konzentriert sich auf den Ballungsraum von Pucallpa im äußersten Süden des Distrikts.
Der Distrikt Yarinacocha grenzt im Südwesten an den Distrikt Campoverde, im Nordwesten an den Distrikt Nueva Requena sowie im Osten und Süden an den Distrikt Callería.

## Geschichte
Yarinacocha durchläuft seit der zweiten Hälfte des 20. Jahrhunderts im Zuge der Erschließung des Regenwaldes und dank des steigenden Tourismus eine rasante Entwicklung. Mitte der 1920er Jahre war Yarinacocha ein von Shipibo-Conibo bewohntes, abgeschiedenes Dorf mit etwa 150 Einwohnern. Im Jahr 1993 lag die Einwohnerzahl bei 35.582, im Jahr 2007 bei 85.605.